# Vence os Brancos com a Cunha Vermelha

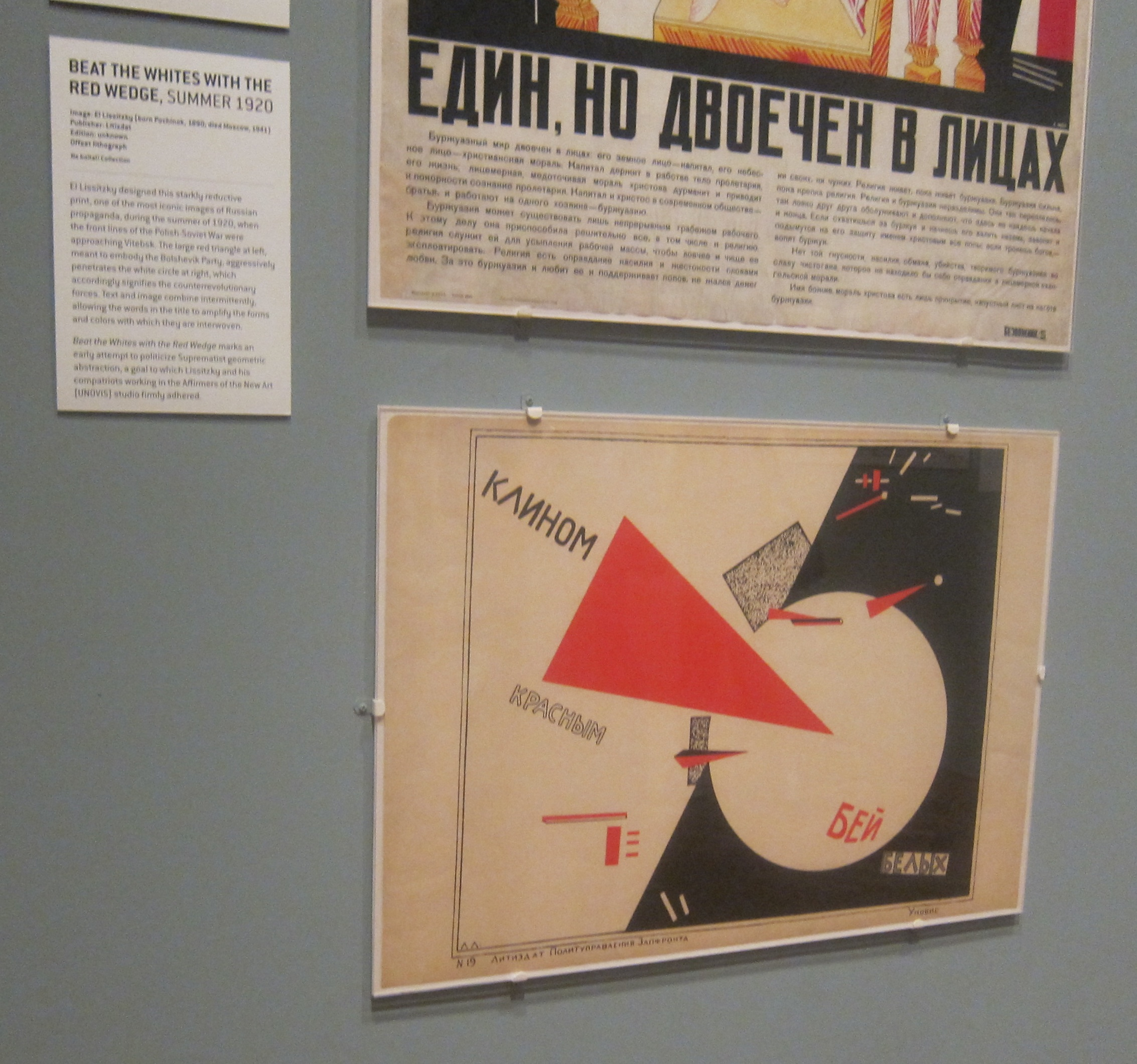

Vence os Brancos com a Cunha Vermelha é um cartaz litográfico de propaganda soviética de autoria do artista Lazar Markovich Lissitzky, mais conhecido pelo pseudónimo El Lissitzky. No cartaz, uma intrusiva cunha vermelha simboliza os bolcheviques, que penetram e derrotam os seus oponentes, o Exército Branco, durante a Guerra Civil Russa
Este foi um cartaz que veio á público em 1919. Em um contexto de revolução na Rússia em disputas entre dois grupos, os Bolcheviques (exército vermelho) e os Mencheviques (exército branco) o autor retrata a cunha vermelha como os bolcheviques que eram a maioria e a parte branca como Bolcheviques. Além das pequenas cunhas e triângulos ao redor da imagem representados pequenos grupos como os sovietes.